# Arsène Lupin (film, 1916)
Pour les articles homonymes, voir Arsène Lupin (homonymie).
Pour plus de détails, voir Fiche technique et Distribution.
Arsène Lupin est un film muet britannique réalisé par George Loane Tucker et sorti en juin 1916. Le film adapte la pièce de théâtre éponyme écrite par Maurice Leblanc et Francis de Croisset en 1908.

## Synopsis
Sous les traits du duc de Charmerace, Arsène Lupin exploite le snobisme des Gournay-Martin pour cambrioler leur château.

## Fiche technique
- Titre : Arsène Lupin
- Réalisation : George Loane Tucker
- Scénario :  Maurice Leblanc et Francis de Croisset
- Société de production : London Film Company
- Société de distribution : Jury Films
- Pays d'origine :  Royaume-Uni
- Langue : film muet avec les intertitres en anglais
- Format : Noir et blanc — Muet
- Genre : Film policier
- Dates de sortie : 
  - Royaume-Uni : 1916

## Distribution
- Gerald Ames : Arsène Lupin
- Manora Thew : Savia
- Kenelm Foss : Inspecteur Guerchard
- Douglas Munro : Gournay-Martin
- Marga Rubia Levy
- Philip Hewland